# 福田洋也
福田 洋也（ふくだ ひろや、1961年11月28日 - ）は、日本のギタリスト、写真家。東京都出身。

## 経歴

### ミュージシャンとして
元ANTHEMのメンバー。トリッキーなタッピング&アーミングに、グシャグシャになる位の爆音サウンドでギター演奏するのが福田の特徴であり、ANTHEMのリーダー柴田直人によれば「練習はロクにやらないが、天性の華やかさがある」とのこと。音楽雑誌「BURRN!」ではリーダースポールにて「ギタリスト人気ランキング世界16位」を得た。ロッキンf誌で野村義男と対談したことがきっかけで意気投合、その後も交流している。
1990年、「バンドの方向性」に疑問を感じ、ANTHEM脱退。後にTYOのTony前田（Vo）と「FINGER」を結成するも数年後には解散。1990年代中半から「MI JAPAN渋谷校」の講師を務めており、真行寺恵里のラジオ番組でギター講座のコーナーを設けていた。
1998年、「演歌メタル」をリリース。1999年に初のソロアルバム『Resuscitation』をリリース。2002年7月には日本ヘヴィメタルハードロックミュージシャンのコンピレーション・アルバム『Skill and Shout it lets out』をリリース。初のトータルプロデュースアルバムになる。
2001・2002年には、JAM ProjectのライブやCD等にも参加。
2003年にはかねてからの職業難聴のため左耳の聴力が1/3になったとこともあり、音楽界から引退して写真家に転向。
2005年、ANTHEM20th ANNIVERSARY TOURにギタリストとして参加。
2008年、ミュージシャンとしてのオフィシャルHP「hiroya.com」を閉鎖。カメラマン（写真家）としてのオフィシャルHP「GIRLIZM」が現在のメインHPとなる。
2009年、ソロアルバム『Resuscitation』がiTunes Storeで配信開始。
2010年7月、ANTHEM25th Anniversary全国ツアーに参加。これを機に「ギタリスト完全復活」を遂げる。
2013年、映画「リュウセイ」の音楽を担当。
2015年、Tank Horiuchi(Percussion)とアコースティックユニットR.C.G.T結成。
2016年、全国ソロライブツアー、2017年、全国ソロライブツアー(HIGH VOLTAGE DANGER)を開催。
2019年、全国ソロライブツアー(Live or Die Tour2019)38公演開催。10月19日の広島・呉ケウラスランブンでは坂本英三とライブを開催。7月、スリーピースバンド「Thunder」結成。
2020年3月、Thunderレコーディング。ツイキャス開始。6月、アコースティック・ユニットEP「R.C.G.T」配信開始、ソロアルバム「Resuscitation」配信開始。9月13日よりソロライブツアー「2020 Live or Die R02」を開始。ライブはツイキャスにて生配信。9月、Thunderの2曲入りDEMO音源をライブ会場にて限定販売。11月、ツイキャスにて坂本英三とEIZO×HIROYA結成発表。12月、Thunderの4曲入りEP「2020」発表。
2021年5月～全国ツアー「2021 Live or Die Tour RW03」開催。
2022年2月～全国ツアー「2022 Live or Die Tour RW04」開催。
2023年2月～全国ツアー「202３ Live or Die Tour RW05」開催。
2024年2月～全国ツアー「2024 Live or Die Tour RW06」開催。

### カメラマンとして
2005年頃から、雑誌「TATTOO FASHION」Vol.1の表紙写真を担当他、同雑誌内でも女性TATTOOモデルを多く撮影。また、バンドのB-DASHの専属カメラマンとして活動している。
2007年頃から、各種フェティッシュイベントのカメラマンとして、イベント撮影、Tokyo Decadence等のフライヤー写真を担当。
2008年、残酷天使月花女王主催の東京アンダーグラウンド・イベント「毒蟲」のオフィシャルカメラマンとしてイベント撮影を担当。また緊縛師の一鬼のことのコラボレーションで緊縛写真を撮影。2008年1月には、新宿ロフトプラスワンで行われた「悪夢実演会」にてイベント撮影。また同年4月には、残酷天使月花女王監督・主演DVD「コワレモノ3」にてスチール撮影を担当。6月、カメラマン（写真家）としてのオフィシャルHP「GIRLIZM」を新ドメイン（独自ドメイン）にてリニューアルした。ブログ「BLOG of GIRLIZMⅢ」で近況や活動報告している。「綾波レイ」をこよなく愛する「新世紀エヴァンゲリオン」好きでも知られている。
2018年頃からドローンパイロットしても活動中。
山梨県観光協会など、現在に至る。